# Repentigny
Repentigny ist eine Stadt im Südwesten der kanadischen Provinz Québec. Sie liegt in der Region Lanaudière, rund 25 km nördlich des Zentrums von Montreal. Repentigny gehört zur regionalen Grafschaftsgemeinde (municipalité régionale du comté) L’Assomption, hat eine Fläche von 61,23 km² und zählt 84.285 Einwohner (Stand: 2016).

## Geographie
Repentigny liegt in der Region Rive-Nord, am westlichen Ufer des Sankt-Lorenz-Stroms. In Nord-Süd-Richtung fließt der Rivière L’Assomption, der am südlichen Stadtrand in den Rivière des Prairies mündet; dieser wiederum trifft nach kurzer Entfernung auf den Sankt-Lorenz-Strom. Zum Stadtgebiet gehören auch mehrere vorgelagerte Inseln im Strom. Gegenüber der Flussmündung liegt die Île de Montréal. Nachbargemeinden sind L’Épiphanie und L’Assomption im Norden, Saint-Sulpice im Nordosten, Verchères im Osten, Varennes im Südosten, Charlemagne im Süden, Terrebonne im Südwesten und Mascouche im Westen.

## Geschichte
Pierre Le Gardeur, französischer Admiral und Direktor der Compagnie de la Nouvelle France, erhielt das Gebiet im Jahr 1647 als Seigneurie zugesprochen. Sein Sohn Jean-Baptiste Le Gardeur ließ 1670 an der Mündung des Rivière L’Assomption die Siedlung Repentigny errichten. Benannt war sie nach der Heimat seiner Familie, dem Dorf Repentigny in der Normandie. Obwohl die neue Siedlung ab 1737 den Ausgangspunkt des Chemin du Roy bildete, wuchs sie bis Ende des 19. Jahrhunderts kaum und zählte nur wenige hundert Einwohner. Dies änderte sich zu Beginn des 20. Jahrhunderts, als die Montrealer Oberschicht das Dorf als Ausflugsziel touristisch zu nutzen begann. 1957 erhielt Repentigny den Stadtstatus. Im Jahr 2002 erfolgte die Fusion mit der Gemeinde Le Gardeur (am gegenüber liegenden Ufer des Rivière L’Assomption), wodurch die Stadt um 40 km² und über 17.000 Einwohner anwuchs. Repentigny ist Mitglied des im Jahr 2000 gegründeten Zweckverbandes Communauté métropolitaine de Montréal.

## Sehenswürdigkeiten
In Repentigny gibt es zwei historische Windmühlen aus dem frühen 19. Jahrhundert, die weitgehend im Originalzustand erhalten geblieben sind und unter Denkmalschutz stehen. Es sind dies die 1820 erbaute Windmühle Grenier und die 1823 errichtete Windmühle Antoine-Jetté.

## Bevölkerung
Gemäß der Volkszählung 2011 zählte Repentigny 82.000 Einwohner, was einer Bevölkerungsdichte von 1327,1 Einw./km² entspricht. 92,2 % der Bevölkerung gaben Französisch als Hauptsprache an, der Anteil des Englischen betrug 1,5 %. Als zweisprachig (Französisch und Englisch) bezeichneten sich 0,6 %, auf andere Sprachen und Mehrfachantworten entfielen 5,9 %. Ausschließlich Französisch sprachen 57,9 %. Im Jahr 2001 waren 94,2 % der Bevölkerung römisch-katholisch, 1,4 % protestantisch und 3,5 % konfessionslos.

## Söhne und Töchter
- Joseph Royal (1837–1902), Politiker
- André Rivest (* 1942), römisch-katholischer Geistlicher, emeritierter Bischof von Chicoutimi
- Marie Deschamps (* 1952), Rechtsanwältin, Richterin und Hochschullehrerin
- Ariane Loignon (* 1965), Eisschnellläuferin und Shorttrackerin
- Marie-Ève Pelletier (* 1982), Tennisspielerin
- Thomas Fafard (* 1998), Langstreckenläufer

## Verkehr
Hauptverkehrsader von Repentigny ist die Autoroute 40, die Autobahn zwischen den Städten Montreal und Québec. Davon zweigt westwärts die Autoroute 640 ab, welche die Gemeinden der Region Rive-Nord miteinander verbindet. Parallel zum Sankt-Lorenz-Strom verläuft die Hauptstraße Route 138.
Repentigny liegt an einer Bahnstrecke der Canadian National Railway, die vor allem für den Güterverkehr genutzt wird. Zurzeit beschränkt sich der Personenverkehr auf drei VIA-Rail-Schnellzüge wöchentlich zwischen Montreal und Jonquière. Seit 2014 verkehren regelmäßig Vorortszüge von Montreal über Repentigny nach Mascouche. Mehrere Buslinien der Gesellschaft exo verbinden Repentigny mit Montreal und den benachbarten Gemeinden.